# Sigara distincta
Sigara distincta är en insektsart som först beskrevs av Franz Xaver Fieber 1848.  Sigara distincta ingår i släktet Sigara, och familjen buksimmare. Arten är reproducerande i Sverige.